# Kichijō-ji (Saijō)

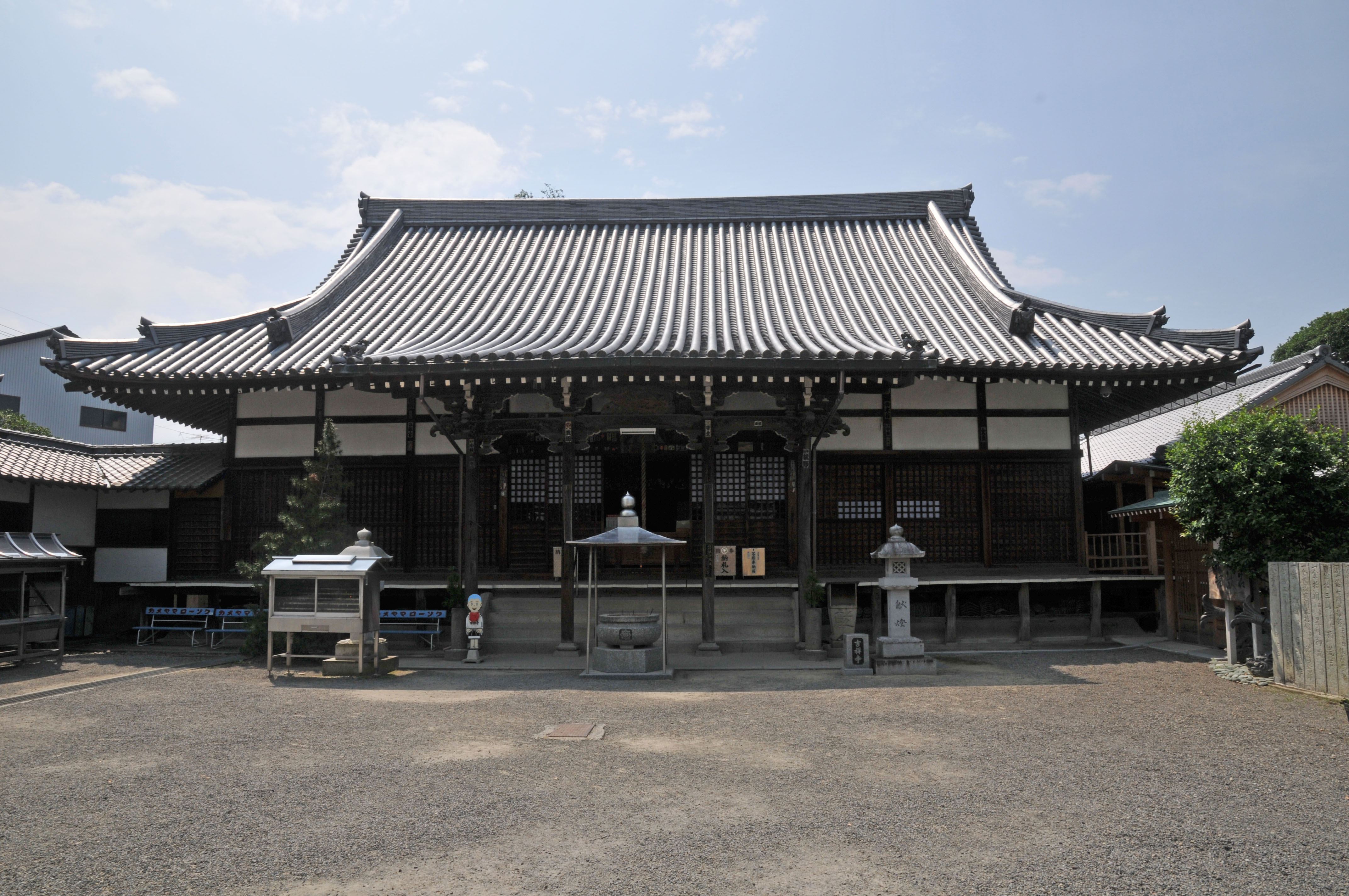
Die Haupthalle des Tempels

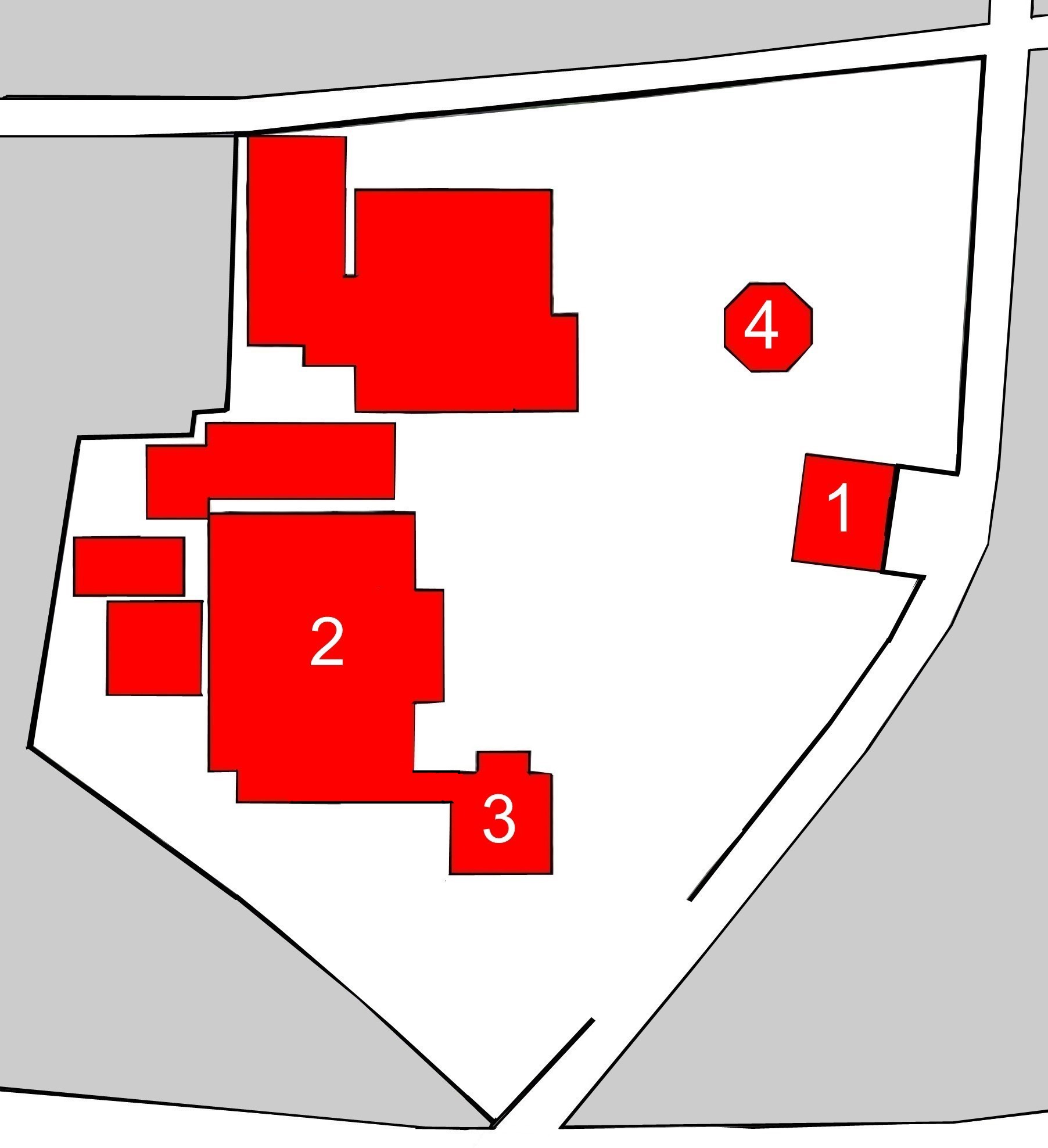
Plan des Tempels (s. Text)

Der Kichijō-ji (japanisch 吉祥寺) mit den Go Mikkyōzan (密教山) und Taizōin (胎蔵院) ist ein Tempel der Shingon-Richtung des Buddhismus in der Stadt Saijō (Präfektur Ehime). In der traditionellen Zählung ist er der 63. Tempel des Shikoku-Pilgerwegs.

## Geschichte
Als Priester Kūkai auf seiner Pilgerreise durch Shikoku in den Jahren der Kōnin-Ära (810–824) hier vorbeigekommen ist, wurde er von einer Erleuchtung ergriffen. Er fertigte daraufhin als Kultfigur den heiligen Bishamon (毘沙門天) an und als Helferin für eine glückliche Geburt die heilige Kichiyō. Der Tempel lag ursprünglich weiter südöstlich am Fuße eines Berges. Auf dem ausgedehnten Tempelgebiet befanden sich schließlich 21 Klausen. Als jedoch im Jahr 1585 Toyotomi Hideyoshi in Shikoku einfiel, wurde der Tempel im Kämpfe verwickelt und ging in Flammen auf. 1659 schloss sich der Tempel mit dem Untertempel Hinoki-ji (檜木寺) zusammen. Damit konnte ein neuer Tempel am jetzigen Standort errichtet werden. Es ist der einzige Tempel auf Shikoku, in dem Bishamon die Hauptkultfigur ist.

## Anlage
Man betritt die kleine Anlage durch das Tempeltor (山門. Sammon; 1 im Plan) und hat dann die Haupthalle (本堂, Hondō; 2) vor sich. Zur Linken befindet sich die Halle, die dem Tempelgründer gewidmet ist, die Daishidō (大師堂), rechts steht ein kleiner achteckiger moderner Pavillon mit der Inschrift „Fukujukaku“ (福聚閣; 3), etwa „Glück bringender Pavillon“. Weiter gibt es eine Quelle, die „Grasquelle“ (芝之井, Shiba no i) oder „Tröstendes Wasser“（御加持水, Okajisui) genannt wird. Der Jōjūseki (成就石) ist eine meterhoher Stein am Rande des Geländes mit einem etwa 30 cm großem Loch. Stößt man seinen Pilgerstab hindurch, werden die dabei geäußerten Wünsche erfüllt.

## Schätze
Der Tempel besitzt eine nicht öffentlich zugängliche Heiligenskulptur, die „Maria Kannon“ (マリア観音) genannt wird. Sie ist etwa 30 cm groß und besteht aus weißem Porzellan. Sie soll bei dem Schiffbruch eines spanischen Schiffes in der Bucht von Tosa nach Japan gekommen sein und wurde für eine Kichijō gehalten. Sie wurde von Generation zu Generation im Geheimen weiter gegeben und entkam so der Vernichtung der christlichen Kultfiguren in der Tokugawa-Zeit.
Zu den weiteren Schätzen des Tempels gehört ein Stellschirm mit den 12 Heiligen (十二天屏風, Jūni Ten byōbu) aus der Kamakura-Zeit und ein farbiges Gemälde auf Papier, das die Amida-Trinität beim Überschreiten der Berge darstellt (山越阿弥陀三尊像, Yamagoshi no Amida sanzon zō).

## Bilder

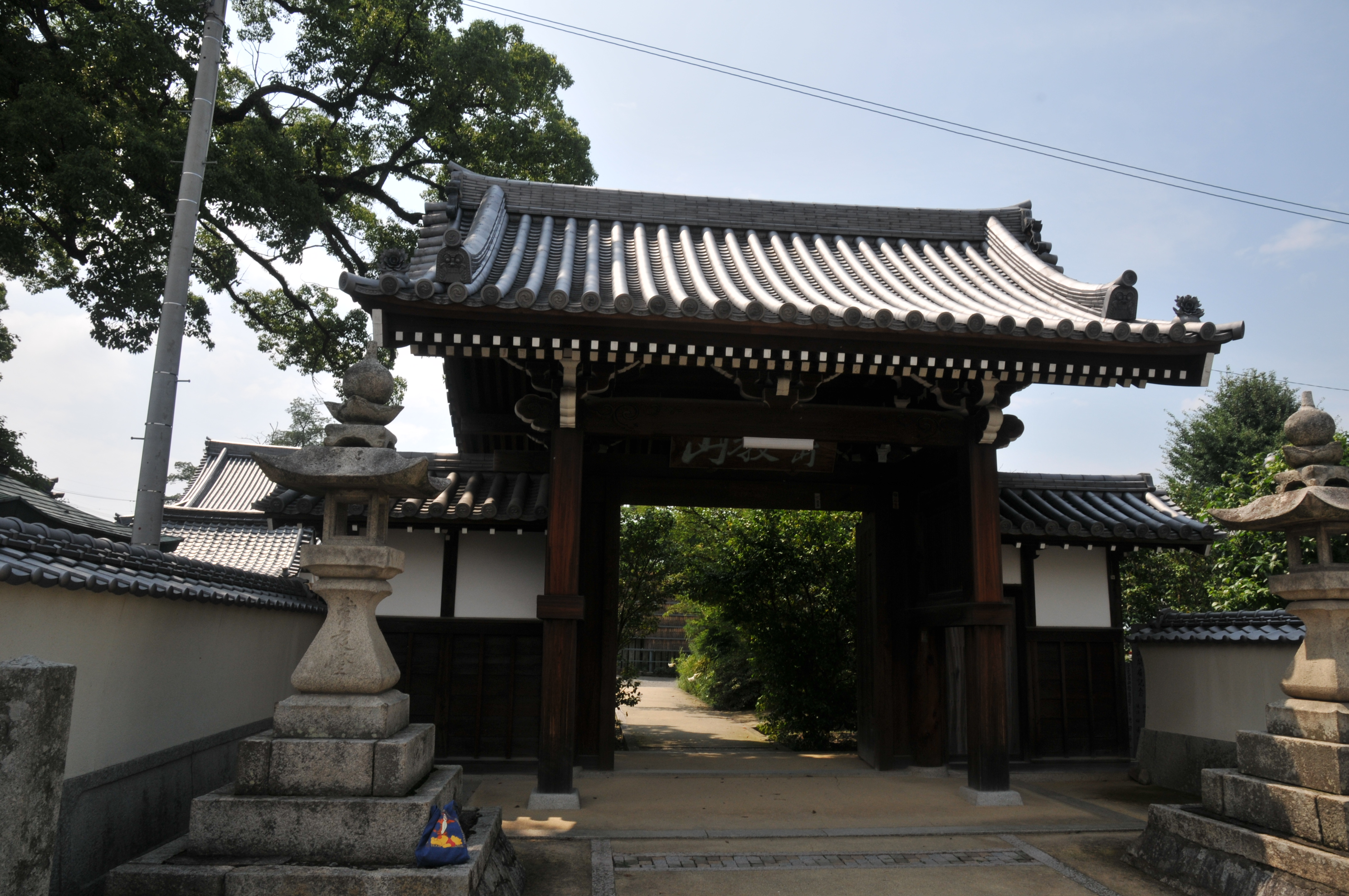
Tempeltor
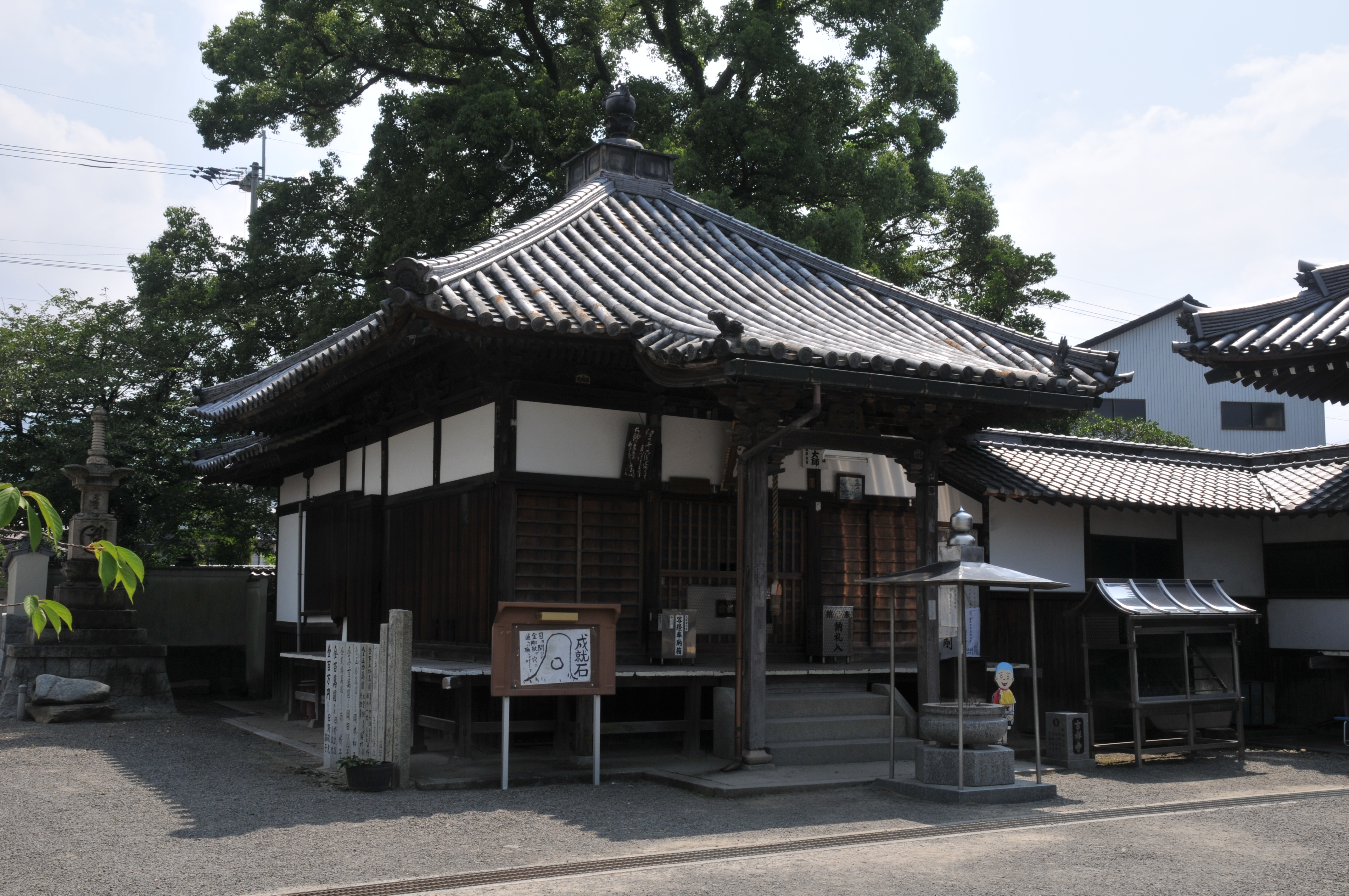
Daishidō
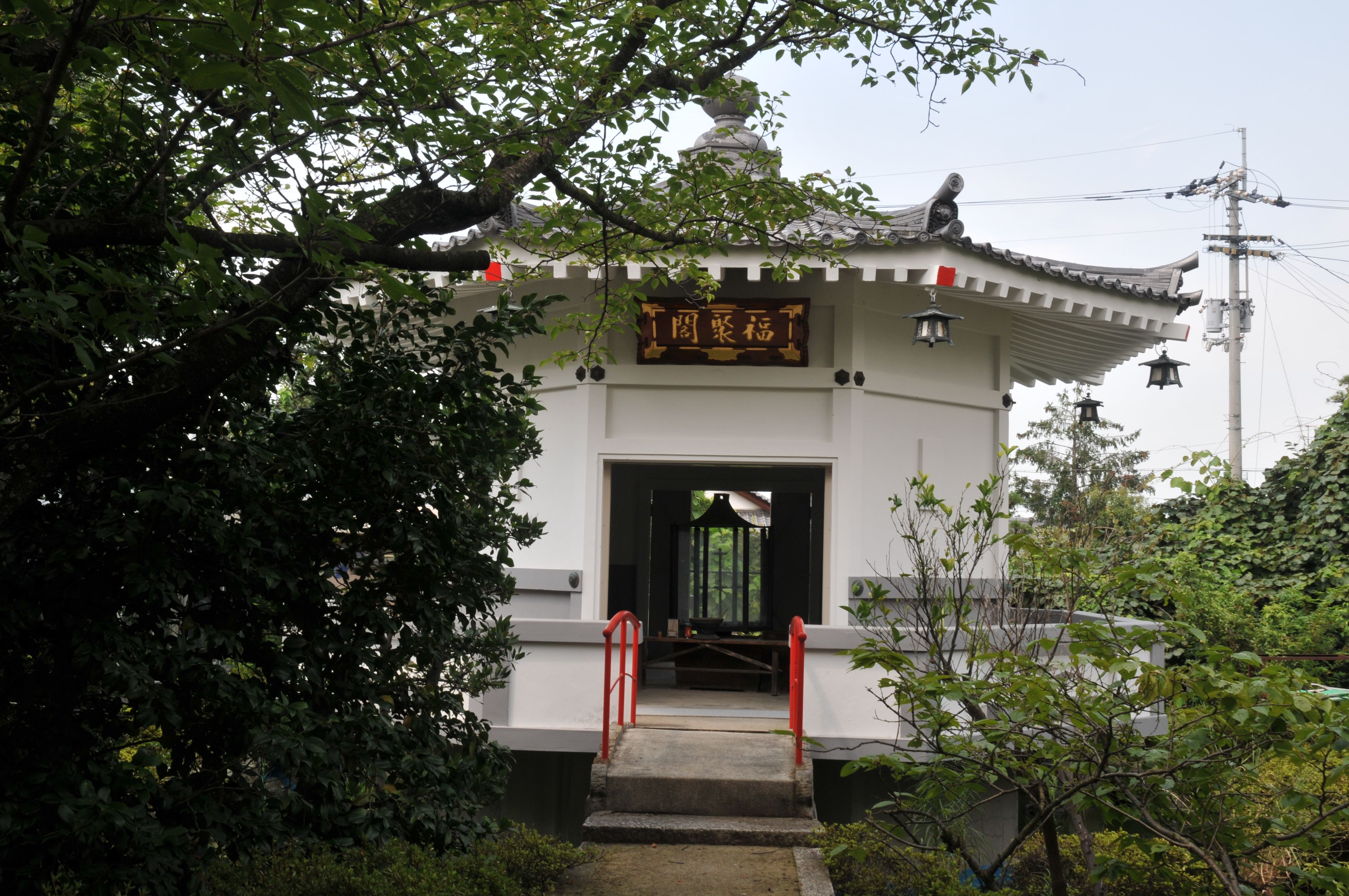
Fukuju-kaku
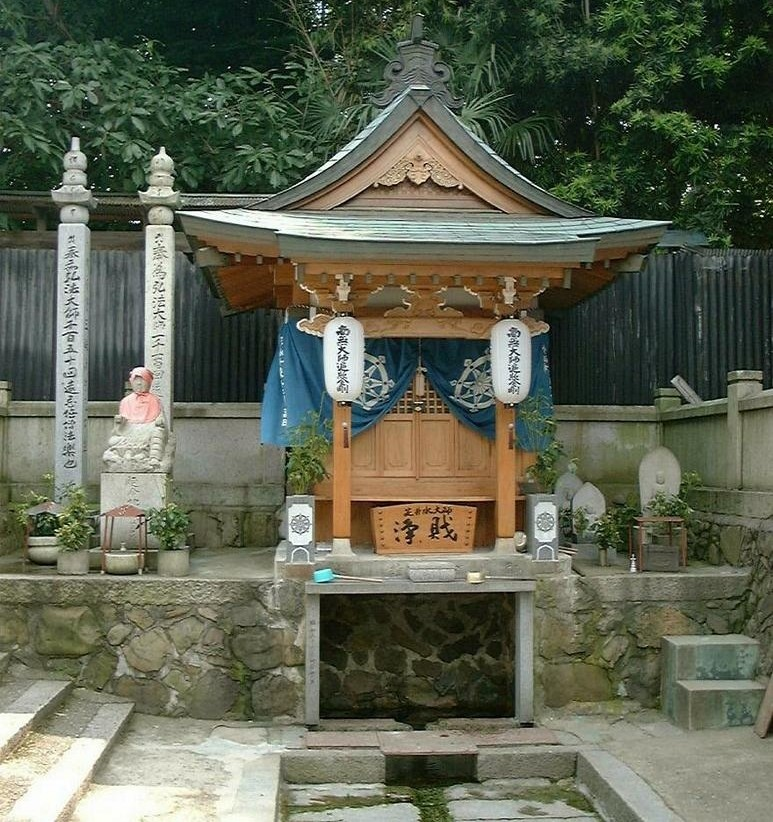
Grasquelle